# Edilio Tarantino
Edilio Tarantino (La Spezia, 16 agosto 1920 – Roma, 28 marzo 2009) è stato un annunciatore televisivo e giornalista italiano.
Fu uno dei primi annunciatori della televisione italiana tra la fine anni cinquanta e gli anni sessanta.

## Biografia
Nato a La Spezia, aveva insegnato Lettere, principalmente a Roma presso il Liceo Scientifico Statale Augusto Righi di Via Boncompagni, ove era particolarmente apprezzato dagli studenti per la sua capacità di rendere interessanti e coinvolgenti le lezioni e per la sua umanità. Approdò alla lettura delle notizie nel Telegiornale RAI quasi per caso, consigliato da un conoscente che lo aveva sentito leggere dei versi.
Con Marco Raviart, Luigi Carrai e Gianni Rossi fa parte dello staff di speaker che nel 1959 sostituisce il lettore unico Riccardo Paladini: a Tarantino viene affidata la breve edizione del pomeriggio che conduce per una decina d'anni, fino al 1968.
Nonostante non fosse molto telegenico, aveva una dizione impeccabile ed una voce limpida ed autorevole (si dice non avesse mai preso una papera).
Così Tarantino si guadagnò, nell'Italia degli anni sessanta, l'appellativo de il professore degli speaker in virtù della precedente attività e della sua dizione.
Da notare che in quegli anni, agli albori dell'era televisiva, gli annunciatori della RAI si limitavano a leggere e non erano quindi giornalisti professionisti, tanto che non erano neanche presentati dal sottotitolo col loro nome. Ciò fu superato nelle riforme del sistema radiogiornalistico del 1968 e del 1975.
Tarantino lasciò il telegiornale nel 1969, venendo sostituito da Alberto Lori, ma ritornando saltuariamente e occasionalmente negli anni successivi (ad esempio, conducendo l'edizione della notte del TG1 nell'estate del 1983).
È morto il 28 marzo 2009, all'età di 88 anni.